# 宰父姓
宰父姓是漢字複姓之一，在明朝《百家姓续编》中排第456位。在现代是极罕见的姓氏。

## 起源
宰父是以官为氏。《周礼》设有宰夫一职，主掌朝廷法令和官员的考核和升降。其后便有宰父氏。

## 郡望
- 鲁郡：汉朝初年置鲁国，三国曹魏及晋朝改为鲁郡。今山东曲阜、泗水一带。

## 延伸阅读
[在维基数据编辑]
 《百家姓》
 《欽定古今圖書集成·明倫彙編·氏族典·宰父姓部》，出自陈梦雷《古今圖書集成》